# Urueña
Urueña és un municipi de la província de Valladolid a la comunitat autònoma espanyola de Castella i Lleó.

## Demografia
| 1991 | 1996 | 2001 | 2004 |
| ---- | ---- | ---- | ---- |
| 230  | 204  | 212  | 213  |

## Vila del llibre
El 2007 la Diputació Provincial de Valladolid va instaurar a Urueña la Vila del Llibre, la primera d'Espanya, com una proposta de turisme cultural.
El projecte està inspirat en el d'altres viles del llibre existents a Europa: Hay-on-Wye, a Gal·les, Redu a Bèlgica, Montolieu a França, Bredevoort als Països Baixos... El seu objectiu és dinamitzar econòmica i culturalment espais públics relacionats amb activitats en el món del llibre i la literatura en general.
A Urueña no només es venen llibres en les llibreries especialitzades, sinó que també és lloc de trobada d'experts al voltant del centre e-LEA Miguel Delibes (espai per a la Lectura, l'escriptura i les seves aplicacions). Aquest centre, amb una superfície de 1.296 m², alberga una biblioteca especialitzada i una sala d'exposicions i conferències, i és el nucli, juntament amb la Fundació Joaquín Díaz, de la intensa activitat cultural d'Urueña.